# 에이사 (춤)

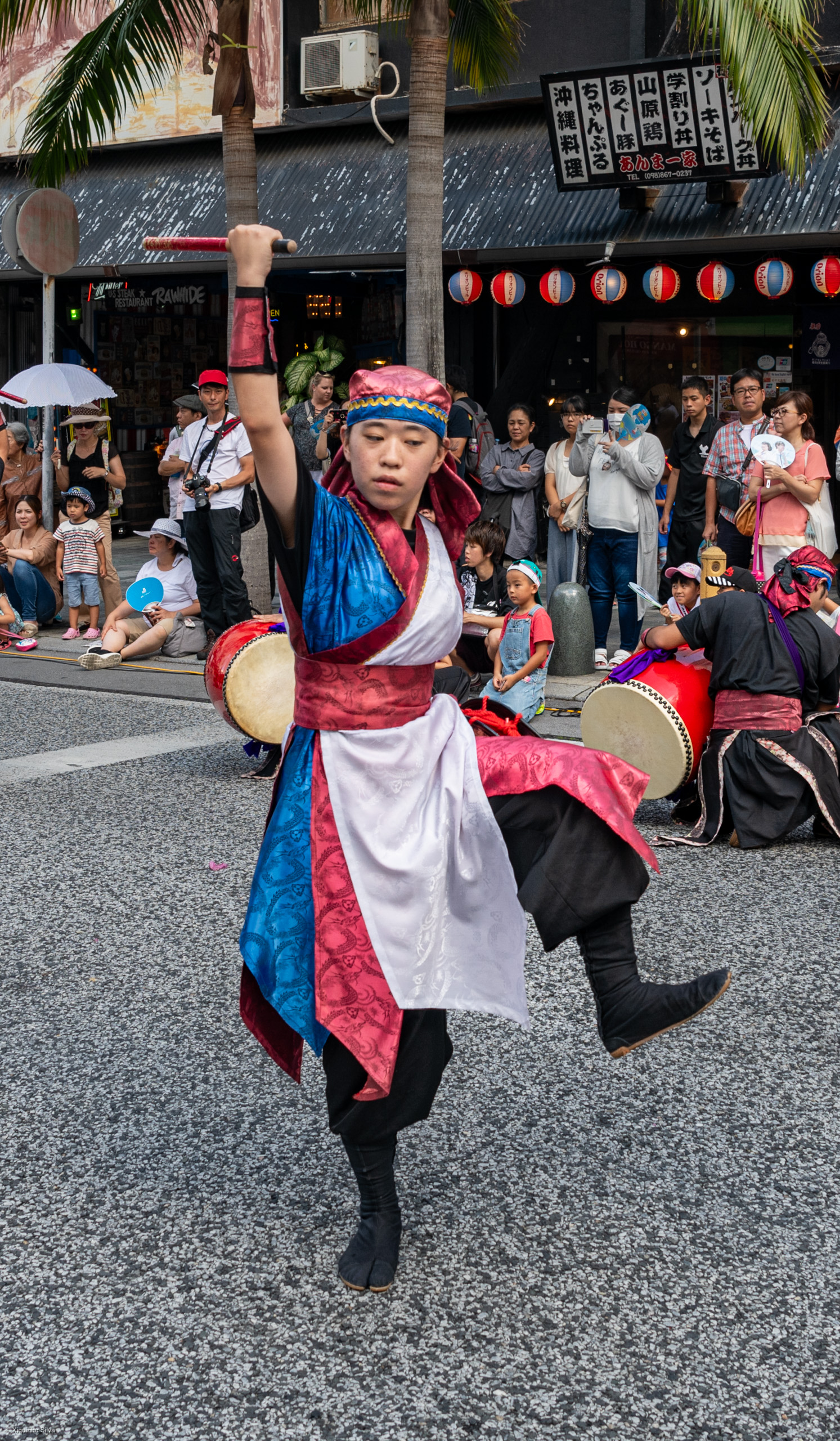
에이사 (나하시)

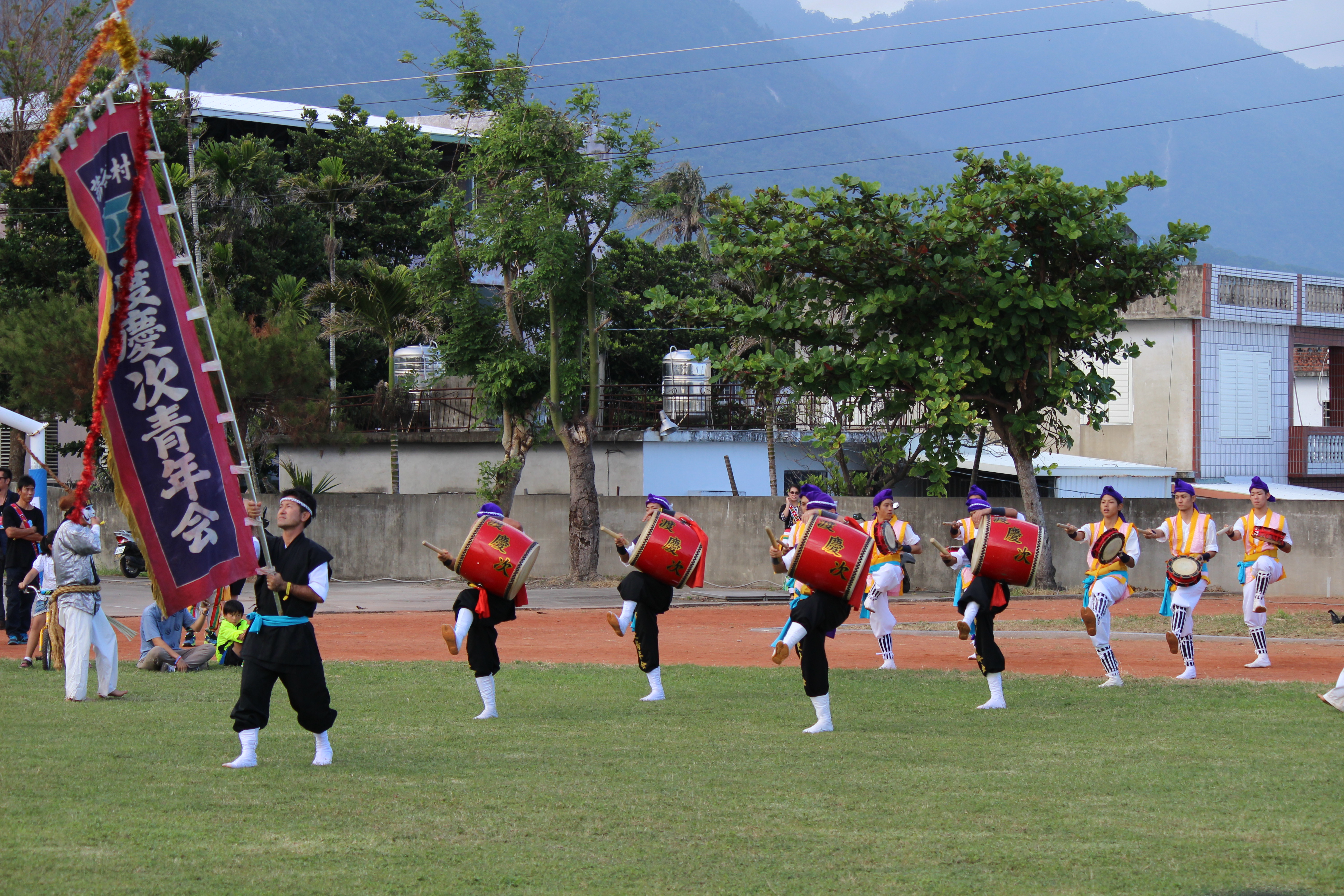
토케시(渡慶次) 청년회의 에이사- (2016년)

에이사-(일본어: エイサー)는 오키나와와 아마미군도에서 오봉 때 조상의 위안을 비는 등 제사적 목적으로 생겨난 전통 무용이자, 그 무용을 수행하는 패를 부르는 이름이다. 지역에 따라 난사-, 엔사-, 7월무(七月舞 시치과치모-이[*], 닌부치마-이(念仏廻り) 등으로도 불린다. 현대에는 소고와 산신 등의 퍼포먼스를 결합한 오키나와 대표의 전통예능이 되었다. 오키나와 중부를 중심으로 소란보다도 앞서 1950년대에 오키나와 전섬 에이사-축제 등을 중심으로 한 지역 이벤트를 중심으로 재맥락화되었으며, 지역 청년회나 대학교 별로 동아리가 조직돼 오키나와와 일본의 청년 등을 묶는 계기로 활용되고 있다.

## 유래
에이사-의 유래는 명확하지 않으나, 오봉에 현세로 돌아오는 조상의 영을 환송하기 위해, 남성들이 노래에 맞춰 춤을 주며 돌아다니는 데서 유래했다는 설이 많다.
한편 오키나와 왕국 시절 불교가 전파된 것을 근거로 보는 경우도 있다. 토호쿠 출신의 학승 타이츄-쇼-닌(袋中上人)이 1603년부터 3년간 슈리에 머물며 정토종을 포교한 것을 계기로, 오키나와 왕가나 귀족을 중심으로 염불이 퍼졌다. 18세기 중반에는, 두타나 전례를 행하는 염불꾼(念仏屋)을 오봉에 불러 조상에게 공양하는 풍습이, 슈리의 거리에 존재했다고 한다. 당시에는 현재의 에이사- 형식과 다르게, 염불가 등을 노래하며 춤을 추었다고 한다.
메이지 시기 이후 염불을 마을의 젊은이들이 대신 부르면서 서민들에게 에이사-가 보급되었다. 이후 본섬에서 오키나와 전체로 에이사-가 퍼지면서, 민요에 맞춰 춤추는 경우도 늘어났다. 요나구니 섬에는 1920년경에 보급되었다고 한다. 또한, 2차 세계대전 전에는 큰북을 쓰지 않고, 유카타를 입고 머릿수건을 쓰는 스타일이 주류를 이뤘다. 이렇게 되면서 1920년대쯤에 염불꾼이 사라지게 됐다.

### 어원
에이사-라는 말은 에이사 노래에서 반주단이 외치는 추임새 중 ‘이야사사 아이야’에서 유래되었다는 설도 있고, 진토종 염불의 ‘에이사-, 에이사-, 하야루가에이사-エイサー、エイサー、ヒヤルガエイサー’에서 유래되었다는 설도 있다.

## 연행

### 본 에이사-
전통적으로 에이사-는 음력 오봉 셋째날인 우-쿠이ウークイ에 이뤄졌다. 청년들로 구성된 에이사-집단이 하타가시라를 선두로 마을의 집집을 돌면서 각 집의 조상의 영혼이 무사히 저승에 왕생하도록 주문을 왼 이후에 에이사-를 춘다. 춤이 마치면 각 집이 돈과 술을 집단에게 주고 다음 집으로 향한다. 이를 마치엔사-道エンサー, 또는 마치쥬네- 라고 한다. 마을 청년들이 집돌이를 하다 경계에서 여러개의 에이사-패가 서로 마주치면 양쪽이 춤과 소리를 돋워 경쟁한다. 이를 에이사-요이사-エイサーヨイサー 등으로 부른다.
그러나 2차 세계대전 때 일제의 문화검열이 강화되면서 전통적인 에이사의 내용 또한 검열을 당하고 말았다. 예를 들어, 타마구스크촌玉城村의 경우, 120개의 가사가 있던 것이, 1937년에 법무국에서 검열을 나와 72-75개 정도만을 인정하고, 나머지 내용은 남여상열지사 등을 이유로 삭제시켰다고 한다.
현대에도 본 에이사는 청년회 에이사의 가장 중요한 목표이며, 최근에는 본 첫날인 운케-ウンケー부터 끝날까지 진행하는 경우가 많다. 사흘동안 첫날과 마지막날에는 지정된 장소에서 에이사- 연행을 한다. 마치엔사-는 낮 기간에 청년들에게 기부금을 내고 초청하는 집에 한해 이뤄진다.

### 에이사 패의 구성
오키나와의 에이사-는 지역의 부락 단위로 청년을 중심으로 한 패 (청년회)를 구성해서 이뤄지며, 패의 구성원들은 여러 역할로 구분된다.
하타가시라(旗頭, 깃대잡이)
지역이나 단체의 이름이 적힌 3∼4m 높이의 기를 들고, 에이사-의 선두에서 방향을 인도한다. 에이사단끼리 대결할 때는, 자기 무리를 내세우기 위해 더욱 높이 기를 들고, 상대의 기에 부딪히기도 한다.
타이코우치(太鼓打ち, テークウチ 테-쿠우치; 큰북잡이)
에이사- 패에서는 남성이 북을 들고 춤추는 일을 주로 맡는다. 직경 50cm의 대태고大太鼓, 오키나와어: ウフデークー, 직경 30cm의 제태고締大太鼓, 오키나와어: シメデークー, 한쪽에만 가죽을 씌운 직경 20cm 정도의 바-란크-(오키나와어: パーランクー)의 세 종류가 있다. 지역에 따라서는, 바-란크-만 쓰는 경우도 있고, 대태고와 제태고를 같이 쓰는 경우도 있다. 이 경우 대태고는 고참들에게, 제태고는 신참들에게 역할을 맡긴다. 큰북잡이는 두건오키나와어: マンサージ를 두르고 무리와 맞춘 카케, 하의 등을 입는다. 하반신은 흰 바지에 흑백이 교차된 각반을 매거나 니커보커를 입고, 버선을 신는다. 요카츠 반도에서는 흰 속옷에 검은 기모노를 입고 밑단을 늘어뜨린 유행승과 같은 모습도 보인다.
테오도리(手踊り, ティモーイ, テーモーヤー 티모-리; 손춤꾼)
패의 여성들은 주로 테오도리에 있으며, 아무것도 잡지 않고 춤을 추는 편이지만, 지역에 따라서는 유치다케(四つ竹 ユチダキ, ヨツダケ)나 쥘부채 등을 잡고 춤을 추는 곳도 있다. 테오도리의 경우 소매를 감은 가사를 입는 경우가 많다.
지우타이(地謡, ジウテー, ジカタ 지우테-; 지요)
패의 선두나 맨 끝에서 산신을 연주하면서 노래한다. 주로 청년회의 전 단원이나 지역의 명인·노인의 몫이다. 통상 2-6명이 지우타이를 맡는다. 이전에는 에이사-패와 함께 걷는 것이 일반적이었지만, 현재는 경트럭에 가설된 무대 위에서 마이크에 대고 연주한다. 연주자가 없거나 연습할 때에는 지우타이 없이 음원을 튼다.
카네(鐘; 종치기)
지우타이의 연주에 맞춰 종을 친다. 에이사의 움직임을 조절할 필요가 있을 때 속도를 바꾼다.
챤다라, 산다 등(チョンダラー、サナジャー、サンダー、サンラー, スルガー)
염불승의 복장에 얼굴에 흰색 등으로 무섭게 분장하고, 에이사단을 이리 저리 돌아다니며 광대역할을 한다. 또한 대열의 정리 등도 도맡는다.

### 현대
전후, 에이사-는 오키나와시 등 본섬 중부를 중심으로 스타일이 크게 바뀌었다. 1956년 전섬 에이사- 콩쿠르全島エイサーコンクール가 구 코자시(현 오키나와시) 주최로 개최되기 시작하면서, 이후의 에이사- 발전에 다대한 영향을 끼쳤다. 이 행사가 경연 이벤트였기 때문에, 심사위원이나 관객의 눈을 끌어야 하는 부분이 강해지게 되면서 참가하는 청년회도 구성이나 대형, 의상, 퍼포먼스적 측면에서 더욱 화려한 스타일로 바뀌게 된다. 또한 노래곡으로 오키나와 민요나 신민요를 채택하게 된다 그러나 경연대회의 평가기준 및 결과를 둘러싸고 각 청년회간의 경쟁이 심해지면서, 1977년부터 경연을 폐지하고 ‘축제’로 형태를 바꾸었다.
한편, 나고시 등의 본섬 북부나 중부의 우루마시 등에서는 야케나청년회屋慶名青年会, 헤시키야청년회平敷屋青年会, 아카노청년회赤野青年会 등 100여 년 이상의 전통을 지닌 청년회들을 중심으로 손춤을 추는 전통 에이사-를 지속하고 있다.
한편 아카노 청년회가 에이사-를 전국에 소개하면서 1990년대부터는 일본 전역에 오키나와 출신 여부와 관계없이 애호가들이 생겨나 창작 에이사- 단체나 동아리가 설립되었으며, 오키나와 학교 내 체육교육에도 적용되고 있다. 또한 2002년에는 오키나와 본토 병합 30주년을 ‘기념’해 ‘일본열도 횡단 에이사- 캐러밴’을 개최하는 등 오키나와 관광 촉진 이벤트의 소재로도 활용되고 있다. 2007년 6월 13일 오키나와시는 〈에이사의 마을 선언〉「エイサーのまち」宣言을 했다. 현재는 미국과 프랑스, 브라질에도 에이사 모임이 있다.

### 창작 에이사

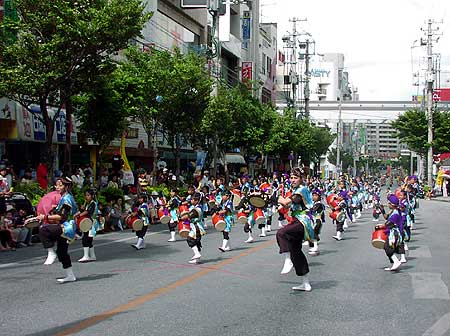

한편 1982년 메도루마 타케오를 중심으로 류큐국마츠리타이코琉球國祭り太鼓가 비행청소년의 계도를 목적으로 설립된다. 초기에는 와다이코를 연행했으나, 1990년대부터는 에이사- 전통을 계승하고 새로운 창작을 진행하는 단체를 표방하게 되었으며, 춤사위에 카라테 동작을 넣고, 팝송 등을 공연곡에 추가하는 등의 노력을 기울였다. 이 단체는 국내외에서 성장해 현재는 오키나와와 일본 본토, 미국과 남미, 유럽 등에 백여 곳의 지부와 지구를 두고 있다.
류큐국 마츠리타이코의 성공에 힘입어 1990년대부터 전문 에이사단이 우후죽순 등장해 에이사- 축제나 콘테스트에 참여하게 되었다. 이에 지역 청년회 중심의 에이사-를 전통 에이사, 류큐국마츠리타이코를 기점으로 시작된 에이사-를 창작 에이사-로 구분하고 있다.

## 이벤트
오키나와 본섬에서 미 군정 시기이던 1952년 처음으로 열린 미류친선본오도리대회 米流親善盆踊り大会[*]였으나, 이후 4년 주기로 3회 개최되고 중단되었다. 그러나 1956년 코자시에서 개최하기 시작한 전섬 에이사- 콩쿠르(현 오키나와 전섬 에이사 축제)를 시작으로 에이사- 인구가 늘어나면서 1990년대 이후 시정촌에서 10개 이상의 이벤트를 만들어 운영하고 있다. 이외에도 일본 여러 곳에서 이벤트가 개최되고 있다. 아래는 주요 이벤트 설명이다.
오키나와 전섬 에이사 축제
전후, 오키니와인과 미 군정과의 마찰로 인한 사회적 분위기를 되살리고, 관광객 모객을 위해 1956년 ‘구봉 직후의 일요일’에 전도 에이사- 콩쿨로 시작되었다. 현재는 현대 최대의 에이사- 이벤트로서 3일간, 약 30만 명 정도의 관객이 모인다. 주로 중북부의 에이사-가 소개된다.
청년 고향 에이사-축제青年ふるさとエイサー祭り
매년 8-9월에 오키나와현 청년단협의회 주최로 챠탄정北谷町에서 개최된다. 주로 중남부의 에이사-가 모인다.
1만인의 에이사- 춤꾼대一万人のエイサー踊り隊
매년 8월 1주 일요일에 개최된다. 나하시의 핵심 거리인 국제거리 상가조합 주최로 수천 명의 에이사-가 모여 춤추는 대회다. 다양한 연령대의 동호회나 본토, 해외의 단체도 참여하며, 창작 에이사-가 주류를 이룬다.
에이사 마츠리エイサー祭り（오사카시 타이쇼-구)
매년 9월에 오키나와 출신 이주자가 많은 타이쇼-구에서 개최된다. 오키나와 향우의 만남의 장인 동시에 젊은이의 문화계승 역할도 하고 있다.
신쥬쿠 에이사-新宿エイサー (도쿄도 신쥬쿠구)
매년 7월 마지막 주 토요일에 신쥬쿠역 주변에서 연다. 2001년 신쥬쿠의 마츠리 때 오키나와의 에이사- 팀을 초청한 것을 본 네 상점가 진흥조합이, ‘신쥬쿠의 거리에 어울리는 춤이다’고 느껴, 2002년 신쥬쿠 에이사마츠리 실행위원회를 발족하고 지금까지 행사를 이어오고 있다.
페스타 마치다フェスタまちだ (도쿄도 마치다시)
매년 5월에 마치다역 주변에서 이틀에 걸쳐 열린다.
에이사 나이트
오키나와시가 6월 13일(‘에이사의 마을’ 선언일) 즈음부터, 여러 주에 거쳐 청년회를 초청해 진행하는 행사다.

## 효과
진필수는 에이사-의 연습 이후 벌어지는 친목행동과 구본 에이사- 과정이 청년회 구성원들에게 육체적 한계를 극복하는 동고동락의 경험을 제공하고, 마을의 소속감과 정체성 획득에 기여한다고 본다. 또한 개인 차원에서도 친구만들기와 더 나아가 연애와 결혼 촉진에 도움이 되고 있다고 지적한다. 지만은 해외의 에이사- 활동이 해외 오키나와인의 오키나와인의 정체성 유지에 기여함과 동시에 비일본인의 문화교류를 촉진하고, 감정의 고조를 통한 일상 탈출 등 정서적 효능감을 불러 일으킨다는 점을 밝혀냈다. 반면 타나카 외는 에이사가 오키나와의 문화를 표상하는 역할을 수행하고 있지만, 미디어 재현을 통해 그 의미가 왜곡, 제한되고 있다고 지적한다.
한편 에이사- 는 오키나와 전통 문화촌 등에서 공연되며 관광 자원으로 활용되고 있다..

## 참고문헌
- 박흥일 (2005년 3월). “오키나와 민속예능 『에이사(エイサ-)』의 변천과정과 지역활성화 -오키나와시 청년 에이사의 사례를 중심으로-”. 《일본어문학》 24: 239-259.
- 이현숙 (2020년 2월 28일). “오키나와 운가미(海神祭)와 오봉(お盆)의 관련성”. 《동양한문학연구》 55: 129-156. doi:10.35374/dyha.55..202002.005.
- 진필수 (2010년 1월). “오키나와(沖縄)의 전통예능 활성화와 소수민족 정체성의 행방: 에이사(エイサ—)의 사례”. 《한국문화인류》 43 (1): 89~128.
- 遠藤美奈 (2019년 3월 31일). “戦前の沖縄における「エイサー」と 「盆踊り」の諸相-”. 《沖縄芸術の科学》 (沖縄県立芸術大学附属研究所) 31: 59-75.
- 小林公江; 小林幸男 (1997). “今帰仁エイサー-今泊・兼次・崎山の資料化を通して-” (PDF). 《沖縄芸術の科学》 (沖縄県立芸術大学) 9: 71-149.
- 田渕愛子 (2002년 3월). “沖縄観光におけるエイサーの概観－エイサー団真南風を中心に”. 《MOUSA（ムーサ）》: 39-51.
- Johnson, Henry (2008년 1월 1일). 〈Recontextualizing Eisa: Transformations In Religious, Competition, Festival And Tourism Contexts〉.   Henry Johnson and Jerry C. Jaffe. 《Performing Japan: Contemporary Expressions of Cultural Identity》. Brill. 196-217쪽. doi:10.1163/ej.9781905246311.i-340.69. ISBN 978-90-04-21319-7.
- Siemann, Yvonne (2017). “'Transmitting the message of Okinawa by drums': representations of Japanese-ness and Okinawan-ness in Okinawan dance in Santa Cruz, Bolivia”. 《Contemporary Japan》 29 (2): 177–192. doi:10.1080/18692729.2017.1351026. S2CID 194613505.
- Tanaka, Yasuhiro; Bergstrom, Joachim; Shmyglo, Olga (2003). “The media representation of ‘Okinawa’ and US/Japan hegemony”. 《Inter-Asia Cultural Studies》 4 (3): 419-432. doi:10.1080/1464937032000143788.